# Birrana
Birrana is een spinnengeslacht in de taxonomische indeling van de Zoropsidae. Het geslacht, en de enige onderliggende soort, Birrana bulburin, werden in 2005 beschreven door Raven & Stumkat.